# Gab-alföldi offenzíva
A Gab-alföldi offenzíva a felkelők által indított egyik offenzíva volt, melynek fő célja a Jisr al-Shugur környékének elfoglalása és a lábuk megvetése lett volna Szíria Idlib és Háma kormányzóság határán, a Gab-alföldön.

## Előzmények
A felkelők által a „győzelem csatájának” nevezett 2015-ös északnyugat-szíriai offenzíva Idlibben és Hamában zajlott le.
A hadjárat egy háromfázisú támadást ölelt fel, melyből a két nagyobb támadást az Ahrar ash-Sham és a Jabhat al-Nusra összefogásával, több más iszlamista szervezet részvételével létrejött Hódító Hadsereg, a harmadik támadást pedig a Szabad Szíriai Hadsereghez tartozó ezredek hajtották végre. A Szabad Szíriai Hadsereg (FSA) 13. osztagának a parancsnoka szerint az, hogy más csoportokkal, így például az al-Nuszrával együttműködnek, még nem azt jelenti, hogy szövetségesek lennének. A felkelők pár nap alatt elfoglalták Jisr al-Shughur városát, később pedig a hadsereg egyik bázisát is. A támadások sikerességét többen a szír ellenzék nagyobb szervezettségének tulajdonítják. A harcok azonban mindkét oldalon sok áldozatot követeltek.

## Az offenzíva

### A felkelők kezdeti támadása
2015. július 28-án a felkelők támadást indítottak, hogy elfoglalják a Jisr al-Shugur körüli területeket. Két órán belül el is foglalták Tal Khattab, Tal Awar és Tal Hamka stratégiai fontosságú hegyeit és Frikka, Mushayrafah, Salat Al-Zuhour és Zayzun városokat. A hadsereg visszahúzódott délre, hogy megerősítse az állásait a Tal Wassit és a Tal Sheikh Elyas hegyeknél. A hadsereg légi támadással, valamint tüzérségi és rakétatámadással válaszolt az előretörésre. Az SOHR szerint a harcokban 90 kormányzati harcos halt vagy sérült meg, valamint 37 felkelő (köztük 15 nem-szíriai, akik egyike egy libanoni vezető volt) vesztette életét.

### A hadsereg ellentámadása
Három nappal később, augusztus 1-én a hadsereg Ziyadiát és Zayzunt, valamint annak erőművét visszafoglalta. Ezeken túlmenően a környező területen megszerezték Khirbat al-Naqus és Mansura városok valamint az ezeket körülvevő területek ellenőrzését. Az előretörés előtt a Légierő négy nap alatt 270 alkalommal támadt a felkelők állásaira. A harcokban a résztvevők közül 39-en haltak meg, 20 katona és 19 felkelő.
Augusztus 2-án a kormány seregei visszafoglalták Frikkah környékét, Khirbat al-Naqust, Mansurát, al- Ziyadiyyaht, a Zayzun erőművet és annak gátját, Tal Awart, Al-Ziyarah területét és más, Idlib kormányzóság és Sahl al-Ghab külső területein lévő körzeteket. Az ezt megelőző 72 órában a harcokban több mint 115 felkelő és 42 kormányzati fegyveres halt meg. Később, még aznap a felkelők ellentámadást indítottak, és Frikkah egyes részeit visszafoglalták. Ezt a kormánypárti Al-Masdar újság megcáfolta, szerintük a hadsereg soha nem tért vissza Frikkahba.
Augusztus 3-án a hadsereg visszavonulása után a felkelők Tal Awart és Frikkaht visszafoglalták, a hadsereg pedig eközben ismét megszerezte Tal Hamkát. Legkevesebb 30 kormányzati katonát és 16 felkelőt öltek meg. Az Al-Masdar szerint a hadsereg Fawruban egy támadást visszavert. Eközben Arihában lezuhant a szíriaiak egyik harci repülőgépe. A balesetben több civil is meghalt. A személyzet sorsáról nem érkeztek beszámolók.

### A felkelők visszanyerik a területeket
Augusztus 5-én a felkelők ellentámadást indítottak, megközelítették a hadsereg Dzsurinban lévő műveleti központját, és az al-Gab-alföldön több helyszínt is visszafoglaltak, például Tal Hamkát, Tal Awart, a Zayzun hőerőművet és Zayzunt. Legalább 12 kormányzati harcost és 9 felkelőt öltek meg, és több harckocsit szétlőttek BGM–71 TOW rakéták segítségével. Később elfoglalták al-Bahsa falut és behatoltak Safsafába, miközben 17 katonát megöltek és 19 embert vesztettek.
Augusztus 6-án a hadsereg al-Bahsa, Mansura és Tal Awar környékén ellentámadást indított, miközben al-Bahsát és Mansurát visszafoglalta. Augusztus 5. óta 29 kormányzati katona és 35 felkelő halt meg.
Augusztus 7-én a felkelők elfoglalták Qarqurt, annak hegyét, valamint Mashikot. A “Qawat Al-Fahoud” (Csita Erők) katonai vezetőjét, ‘Ali Al-Hajji ezredest megölték míg a “Qawat Al-Nimr” (Tigris Erők) katonai vezetője, Suheil Al-Hassan ezredes megsebesült a felkelők egyik gránátvetővel végrehajtott, a kormányzati katonaság tábora elleni támadásában. Az al-Nuszra egyik magas beosztású vezetőjét szintén megölték. A nap későbbi részében a hírek szerint a kormány Mashikot és Qarqur nagy részét visszafoglalta. Kormányzati hírforrások is megerősítették, hogy al-Bahsa ekkor ismét a felkelők kezén volt. Az SOHR jelentése szerint a kormány al-Mshek és al-Bahsa jelentős részét visszafoglalta az ellentámadás alatt
Augusztus 9-én a felkelők visszafoglalták Mansurát, al-Ziyarát, a silók területét, Tal Wassitot, az al-Tanmia ellenőrző pontot és eközben több katonai járművet (például tankot) megszereztek. A hadsereg 80 légicsapást mért nagyjából a hadsereg által üresen hagyott területekre. A megmozdulás alatt a felkelők 33 embere esett el.
Augusztus 10-én több mint 90 légitámadást hajtott végre a kormány a Gab-alföldön több város és falu ellen, melyben számos felkelőt megöltek. Az SOHR szerint a támadott falvak egyike Khirbat al-Naqus volt, amiről korábban nem érkeztek hírek, hogy a felkelők elfoglalták volna.
Augusztus 14-én a felkelők két hidat robbantottak fel az alföldön al-Ziyaránál, hogy így akadályozzák meg a kormányzati erők további előretörését. Ezen a napon a felkelők öt katonát végeztek ki Idlib városában, arra válaszul, hogy a Hamái Központi Börtönben rosszul bánnak az ott fogvatartott társaikkal.

### A támadások és az ellentámadások folytatódnak
Augusztus 18-án a kormány egy ellentámadásban több falut visszafoglalt, többek között Khirbat al-Naqust, al-Ziyarát, Mansurát és Tal Wassitot. Később megszerezték Msheeket és al-Qaherában is haladtak. Két nappal később a kormány már biztosítani tudta Qarqur déli szektorát.
Augusztus 25-én a felkelők egy újabb ellentámadást indítottak, és visszafoglalták al-Ziyarát, al-Msheeket, Mansurát, Tal Wassitot és Khirbat Al-Naqust, mivel a Szír Hadsereg csak kis csoportokat állomásoztatott ezeken a helyeken. Legalább 14 katonát megöltek, miözben több járművet – köztük több tankot is – elveszítettek. Ugyanezen a napon a Szír Hadsereg megpróbálta teljes egészében elfoglalni az ekkor már 60%-ban az ő ellenőrzése alatt álló vitatott várost, Al-Bahsat. (Végül október 10-én sikerült ezt teljesen bevenniük).
Augusztus 28-án a hadsereg ismét ellentámadást indított, mely során visszafoglalta Khirbat Al-Naqust. Az Al-Masdar News szerint a "Tigris Erők" a felkelők ellentámadásai miatt visszavonták erőiket, és ebben nem vettek részt.
Szeptember 4-én a kormány Tal Wassitnál támadást indított, melyben egy tankját elvesztette.
Október 10-én sikerült a Szír Hadseregnek teljes egészében visszafoglalnia Fawrut.